# Dunbekkanarie
De dunbekkanarie (Crithagra citrinelloides; synoniem: Serinus citrinelloides) is een zangvogel uit de familie Fringillidae (vinkachtigen).

## Verspreiding en leefgebied
Deze soort telt 2 ondersoorten:
- C. c. citrinelloides: Eritrea en Ethiopië.
- C. c. kikuyensis: westelijk Kenia.